# Wilhelm Hurm
Johann Gustav Carl Wilhelm Hurm (* 24. April 1848 in Bremen; † 28. Januar 1896 in Bremen) war ein deutscher Arzt, Kunstfreund und Mitglied der Bremischen Bürgerschaft.

## Biografie
Hurm war der Sohn eines Kaufmanns. Er absolvierte das Alte Gymnasium in Bremen, studierte Medizin an der Universität Tübingen, der Universität Berlin und der Universität Bonn und unternahm Reisen in verschiedene europäische Länder. Er war Mitglied der Burschenschaft Germania Tübingen.
1877 wurde er Arzt und Chirurg in Bremen mit einer Praxis in der Mozartstraße 1 und später in der Wulwestraße 9. In den 1880er Jahren wurde er zum Mitglied der Bremischen Bürgerschaft gewählt. Da er sich in hohem Maße für Kunst und Literatur interessierte, gab er 1892 ein beschreibendes Verzeichnis der Gemälde und Bildhauerwerke des Kunstvereins zu Bremen in der Kunsthalle Bremen heraus. Dieser erste Bestandskatalog der Sammlung listete 172 Gemälde, 47 Aquarelle und 18 Skulpturen auf. Er erstellte weiterhin ein erhaltenes, ungedrucktes Verzeichnis der Nachrichten über Künstler und Kunstsammler zusammen.
Seit 1879 war er mit der Bankdirektortochter Carolina (Lina) Bernhardina Limpert verheiratet.

## Werke
- Der bremische Maler Simon Peter Tilman gen. Schenck. In: Bremisches Jahrbuch, Band 19, Bremen 1900, S. 115–144.